# 2021–2022-es olasz labdarúgó-bajnokság (első osztály)
A 2021–22-es olasz labdarúgó-bajnokság, más néven Serie A (szponzorált nevén Serie A TIM) 90. kiírása. Az Internazionale volt a címvédő.
2022. május 22-én, a Sassuolo elleni utolsó fordulós mérkőzésen aratott győzelmet követően a Milan a 2010–11-es szezon óta először lett bajnok, megszerezve ezzel a sorozatban a tizenkilencedik címüket.

## Csapatok
A bajnokságban húsz csapat indult - az előző szezon tizenhét legjobb csapata és a három, Serie B-ből feljutott csapat.
A Crotone, a Benevento (mindkettő egy évet töltött az élvonalban) és a Parma (három évet töltött az élvonalban) kiesett a másodosztályba.
2021. május 4-én az Empoli két év kihagyás után bebiztosította feljutását a Serie A-ba. 2021. május 4-én a Salernitana megerősítette, hogy 22 év kihagyás után visszatér az első osztályba. 2021. május 27-én a feljutásért folytatott rájátszás döntőjében a Cittadellát legyőző Venezia volt az utolsó feljutó csapat, amely tizenkilenc év után tért vissza az első osztályba.

### Helyszínek és stadionok
| Csapat         | Város     | Stadion                                             | Befogadóképesség | 2020–21-es szezon          |
| -------------- | --------- | --------------------------------------------------- | ---------------- | -------------------------- |
| Atalanta       | Bergamo   | Atleti Azzurri d’Italia Stadion                     | 19 768           | 3. a Serie A-ban           |
| Bologna        | Bologna   | Renato Dall’Ara Stadion                             | 36 462           | 12. a Serie A-ban          |
| Cagliari       | Cagliari  | Sardegna Arena                                      | 16 416           | 16. a Serie A-ban          |
| Empoli         | Empoli    | Carlo Castellani Stadion                            | 16 284           | Serie B bajnoka            |
| Fiorentina     | Firenze   | Artemio Franchi Stadion                             | 43 147           | 13. a Serie A-ban          |
| Genoa          | Genova    | Luigi Ferraris Stadion                              | 36 599           | 11. a Serie A-ban          |
| Hellas Verona  | Verona    | Marcantonio Bentegodi Stadion                       | 39 371           | 10. a Serie A-ban          |
| Internazionale | Milánó    | San Siro                                            | 75 923           | Serie A bajnoka            |
| Juventus       | Torino    | Juventus Stadion                                    | 41 507           | 4. a Serie A-ban           |
| Lazio          | Róma      | Stadio Olimpico                                     | 70 634           | 6. a Serie A-ban           |
| Milan          | Milánó    | San Siro                                            | 75 923           | 2. a Serie A-ban           |
| Napoli         | Nápoly    | Diego Armando Maradona Stadion                      | 54 726           | 5. a Serie A-ban           |
| Roma           | Róma      | Olimpiai Stadion                                    | 70 634           | 7. a Serie A-ban           |
| Salernitana    | Salerno   | Stadio Arechi                                       | 26 000           | 2. a Serie B-ben           |
| Sampdoria      | Genova    | Luigi Ferraris Stadion                              | 36 599           | 9. a Serie A-ban           |
| Sassuolo       | Sassuolo  | Mapei Stadion – Città del Tricolore (Reggio Emilia) | 21 525           | 8. a Serie A-ban           |
| Spezia         | La Spezia | Alberto Picco stadion                               | 11 512           | 15. a Serie A-ban          |
| Torino         | Torino    | Stadio Olimpico Grande Torino                       | 28 958           | 17. a Serie A-ban          |
| Udinese        | Udine     | Friuli Stadion                                      | 25 144           | 14. a Serie A-ban          |
| Venezia        | Velence   | Pier Luigi Penzo Stadion                            | 11 150           | Serie B rájátszás győztese |

### Csapatok száma régiónként
| Csapatok száma | Régió                 | Csapat(ok)                        |
| -------------- | --------------------- | --------------------------------- |
| 3              | Liguria               | Genoa, Sampdoria és Spezia        |
| 3              | Lombardia             | Atalanta, Internazionale és Milan |
| 2              | Campania              | Napoli és Salernitana             |
| 2              | Emilia-Romagna        | Bologna és Sassuolo               |
| 2              | Lazio                 | Lazio és Roma                     |
| 2              | Piemont               | Juventus és Torino                |
| 2              | Toszkána              | Fiorentina és Empoli              |
| 2              | Veneto                | Hellas Verona és Venezia          |
| 1              | Friuli-Venezia Giulia | Udinese                           |
| 1              | Szardínia             | Cagliari                          |

### Vezetőedzők, csapatkapitányok, gyártók és mezszponzorok
| Csapat         | Vezetőedző                      | Csapatkapitány       | Gyártó cég  | Mezszponzor (mellkas)                                 | Mezszponzor (hát)   | Mezszponzor (kar)         |
| -------------- | ------------------------------- | -------------------- | ----------- | ----------------------------------------------------- | ------------------- | ------------------------- |
| Atalanta       | Gian Piero Gasperini            | Rafael Tolói         | Joma        | Plus500, Radici Group                                 | Gewiss              | Automha                   |
| Bologna        | Siniša Mihajlović               | Roberto Soriano      | Macron      | Facile Ristrutturare, Selenella                       | Illumia             | Scala                     |
| Cagliari       | Alessandro Agostini (megbízott) | João Pedro           | Adidas      | ISOLA Artigianato di Sardegna, Tiscali                | Ichnusa             | Arborea                   |
| Empoli         | Aurelio Andreazzoli             | Simone Romagnoli     | Kappa       | Computer Gross, Sammontana (Home)/Saint-Gobain (Away) | Pediatrica          | Contrader                 |
| Fiorentina     | Vincenzo Italiano               | Cristiano Biraghi    | Kappa       | Mediacom                                              | Prima.it            | Estra                     |
| Genoa          | Alexander Blessin               | Domenico Criscito    | Kappa       | MG.K Vis, La Mia Liguria/Euroflora                    | Leaseplan           | Synlab Group              |
| Hellas Verona  | Igor Tudor                      | Miguel Veloso        | Macron      | Gruppo Sinergy, Omega Group/Manila Grace              | VetroCar            | Restructure 5.0           |
| Internazionale | Simone Inzaghi                  | Samir Handanović     | Nike        | Socios.com                                            | Lenovo              | Digitalbits               |
| Juventus       | Massimiliano Allegri            | Giorgio Chiellini    | Adidas      | Jeep                                                  | Cygames             | Bitget                    |
| Lazio          | Maurizio Sarri                  | Ciro Immobile        | Macron      | Binance                                               | Nincs               | Frecciarossa              |
| Milan          | Stefano Pioli                   | Alessio Romagnoli    | Puma        | Emirates                                              | wefox               | BitMEX                    |
| Napoli         | Luciano Spalletti               | Lorenzo Insigne      | EA7         | Lete, MSC Cruises                                     | Floki Inu           | Amazon                    |
| Roma           | José Mourinho                   | Lorenzo Pellegrini   | New Balance | Digitalbits                                           | Hyundai             | Nincs                     |
| Salernitana    | Davide Nicola                   | Franck Ribéry        | Zeus        | BCC Aquara/Caffè Motta, Re d'Italia Art               | Distretti Ecologici | Eté Supermercati          |
| Sampdoria      | Marco Giampaolo                 | Fabio Quagliarella   | Macron      | Banca Ifis, La Mia Liguria/Euroflora                  | IBSA                | Auto EVO                  |
| Sassuolo       | Alessio Dionisi                 | Francesco Magnanelli | Puma        | Mapei                                                 | Nincs               | Nincs                     |
| Spezia         | Thiago Motta                    | Giulio Maggiore      | Acerbis     | Distretti Ecologici, La Mia Liguria                   | Bitci/Recrowd       | Iozzelli Design           |
| Torino         | Ivan Jurić                      | Andrea Belotti       | Joma        | Suzuki, Fratelli Beretta                              | EdiliziAcrobatica   | N.38 Wüber                |
| Udinese        | Gabriele Cioffi (megbízott)     | Bram Nuytinck        | Macron      | Dacia, Kiba Inu                                       | Bluenergy           | Prosciutto di San Daniele |
| Venezia        | Andrea Soncin (megbízott)       | Marco Modolo         | Kappa       | Green Project Agency                                  | DR Automobiles      | Salumificio Becher        |

### Vezetőedző-váltások
| Csapat         | Távozó vezetőedző    | Távozás oka               | Távozás dátuma       | Helyezés a tabellán | Érkező vezetőedző               | Kinevezés dátuma     |
| -------------- | -------------------- | ------------------------- | -------------------- | ------------------- | ------------------------------- | -------------------- |
| Napoli         | Gennaro Gattuso      | Közös megegyezés          | 2021. május 23.      | Szezon előtt        | Luciano Spalletti               | 2021. július 1.      |
| Internazionale | Antonio Conte        | Közös megegyezés          | 2021. május 26.      | Szezon előtt        | Simone Inzaghi                  | 2021. július 1.      |
| Hellas Verona  | Ivan Jurić           | Közös megegyezés          | 2021. május 28.      | Szezon előtt        | Eusebio Di Francesco            | 2021. július 1.      |
| Empoli         | Alessio Dionisi      | Közös megegyezés          | 2021. június 15.     | Szezon előtt        | Aurelio Andreazzoli             | 2021. július 1.      |
| Juventus       | Andrea Pirlo         | Elbocsátva                | 2021. május 28.      | Szezon előtt        | Massimiliano Allegri            | 2021. július 1.      |
| Roma           | Paulo Fonseca        | Szerződés vége            | 2021. június 30.     | Szezon előtt        | José Mourinho                   | 2021. július 1.      |
| Fiorentina     | Giuseppe Iachini     | Szerződés vége            | 2021. június 30.     | Szezon előtt        | Vincenzo Italiano               | 2021. július 1.      |
| Sassuolo       | Roberto De Zerbi     | Szerződés vége            | 2021. június 30.     | Szezon előtt        | Alessio Dionisi                 | 2021. július 1.      |
| Sampdoria      | Claudio Ranieri      | Szerződés vége            | 2021. június 30.     | Szezon előtt        | Roberto D'Aversa                | 2021. július 4.      |
| Lazio          | Simone Inzaghi       | Szerződés vége            | 2021. június 30.     | Szezon előtt        | Maurizio Sarri                  | 2021. július 1.      |
| Torino         | Davide Nicola        | Szerződés vége            | 2021. június 30.     | Szezon előtt        | Ivan Jurić                      | 2021. július 1.      |
| Spezia         | Vincenzo Italiano    | A Fiorentina kivásárolta  | 2021. június 30.     | Szezon előtt        | Thiago Motta                    | 2021. július 8.      |
| Hellas Verona  | Eusebio Di Francesco | Elbocsátva                | 2021. szeptember 14. | 19.                 | Igor Tudor                      | 2021. szeptember 14. |
| Cagliari       | Leonardo Semplici    | Elbocsátva                | 2021. szeptember 14. | 17.                 | Walter Mazzarri                 | 2021. szeptember 14. |
| Salernitana    | Fabrizio Castori     | Elbocsátva                | 2021. október 17.    | 20.                 | Stefano Colantuono              | 2021. október 17.    |
| Genoa          | Davide Ballardini    | Elbocsátva                | 2021. november 6.    | 17.                 | Andrij Sevcsenko                | 2021. november 7.    |
| Udinese        | Luca Gotti           | Elbocsátva                | 2021. december 7.    | 14.                 | Gabriele Cioffi (megbízott)     | 2021. december 7.    |
| Genoa          | Andrij Sevcsenko     | Elbocsátva                | 2022. január 15.     | 19.                 | Abdoulay Konko (megbízott)      | 2022. január 15.     |
| Sampdoria      | Roberto D'Aversa     | Elbocsátva                | 2022. január 17.     | 16.                 | Marco Giampaolo                 | 2022. január 19.     |
| Genoa          | Abdoulay Konko       | Megbízott vezetőedző volt | 2022. január 19.     | 19.                 | Alexander Blessin               | 2022. január 19.     |
| Salernitana    | Stefano Colantuono   | Elbocsátva                | 2022. február 15.    | 20.                 | Davide Nicola                   | 2022. február 15.    |
| Venezia        | Paolo Zanetti        | Elbocsátva                | 2022. április 27.    | 20.                 | Andrea Soncin (megbízott)       | 2022. április 27.    |
| Cagliari       | Walter Mazzarri      | Elbocsátva                | 2022. május 2.       | 17.                 | Alessandro Agostini (megbízott) | 2022. május 2.       |

## Tabella
| Hely. | Csapat           | M  | Gy | D  | V  | G+ | G– | Gk  | P  | Továbbjutás vagy kiesés            |
| ----- | ---------------- | -- | -- | -- | -- | -- | -- | --- | -- | ---------------------------------- |
| 1.    | Milan (B)        | 38 | 26 | 8  | 4  | 69 | 31 | +38 | 86 | Bajnokok Ligája, csoportkör        |
| 2.    | InternazionaleCV | 38 | 25 | 9  | 4  | 84 | 32 | +52 | 84 | Bajnokok Ligája, csoportkör        |
| 3.    | Napoli           | 38 | 24 | 7  | 7  | 74 | 31 | +43 | 79 | Bajnokok Ligája, csoportkör        |
| 4.    | Juventus         | 38 | 20 | 10 | 8  | 57 | 37 | +20 | 70 | Bajnokok Ligája, csoportkör        |
| 5.    | Lazio            | 38 | 18 | 10 | 10 | 77 | 58 | +19 | 64 | Európa-liga, csoportkör            |
| 6.    | Roma             | 38 | 18 | 9  | 11 | 59 | 43 | +16 | 63 | Európa Konferencia Liga, rájátszás |
| 7.    | Fiorentina       | 38 | 19 | 5  | 14 | 59 | 51 | +8  | 62 |                                    |
| 8.    | Atalanta         | 38 | 16 | 11 | 11 | 65 | 48 | +17 | 59 |                                    |
| 9.    | Hellas Verona    | 38 | 14 | 11 | 13 | 65 | 59 | +6  | 53 |                                    |
| 10.   | Torino           | 38 | 13 | 11 | 14 | 46 | 41 | +5  | 50 |                                    |
| 11.   | Sassuolo         | 38 | 13 | 11 | 14 | 64 | 66 | −2  | 50 |                                    |
| 12.   | Udinese          | 38 | 11 | 14 | 13 | 61 | 58 | +3  | 47 |                                    |
| 13.   | Bologna          | 38 | 12 | 10 | 16 | 44 | 55 | −11 | 46 |                                    |
| 14.   | EmpoliÚ          | 38 | 10 | 11 | 17 | 50 | 70 | −20 | 41 |                                    |
| 15.   | Sampdoria        | 38 | 10 | 6  | 22 | 46 | 63 | −17 | 36 |                                    |
| 16.   | Spezia           | 38 | 10 | 6  | 22 | 41 | 71 | −30 | 36 |                                    |
| 17.   | SalernitanaÚ     | 38 | 7  | 10 | 21 | 33 | 78 | −45 | 31 |                                    |
| 18.   | Cagliari (K)     | 38 | 6  | 12 | 20 | 34 | 68 | −34 | 30 | Serie B                            |
| 19.   | Genoa (K)        | 38 | 4  | 16 | 18 | 27 | 60 | −33 | 28 | Serie B                            |
| 20.   | VeneziaÚ (K)     | 38 | 6  | 9  | 23 | 34 | 69 | −35 | 27 | Serie B                            |

## Eredmények
| Hazai \ Vendég | ATA | BOL | CAG | EMP | FIO | GEN | HEL | INT | JUV | LAZ | MIL | NAP | ROM | SAL | SAM | SAS | SPE | TOR | UDI | VEN |
| -------------- | --- | --- | --- | --- | --- | --- | --- | --- | --- | --- | --- | --- | --- | --- | --- | --- | --- | --- | --- | --- |
| Atalanta       | —   | 0–0 | 1–2 | 0–1 | 1–2 | 0–0 | 1–2 | 0–0 | 1–1 | 2–2 | 2–3 | 1–3 | 1–4 | 1–1 | 4–0 | 2–1 | 5–2 | 4–4 | 1–1 | 4–0 |
| Bologna        | 0–1 | —   | 2–0 | 0–0 | 2–3 | 2–2 | 1–0 | 2–1 | 0–2 | 3–0 | 2–4 | 0–2 | 1–0 | 3–2 | 2–0 | 1–3 | 2–1 | 0–0 | 2–2 | 0–1 |
| Cagliari       | 1–2 | 2–1 | —   | 0–2 | 1–1 | 2–3 | 1–2 | 1–3 | 1–2 | 0–3 | 0–1 | 1–1 | 1–2 | 1–1 | 3–1 | 1–0 | 2–2 | 1–1 | 0–4 | 1–1 |
| Empoli         | 1–4 | 4–2 | 1–1 | —   | 2–1 | 2–2 | 1–1 | 0–2 | 2–3 | 1–3 | 2–4 | 3–2 | 2–4 | 1–1 | 0–3 | 1–5 | 0–0 | 1–3 | 3–1 | 1–2 |
| Fiorentina     | 1–0 | 1–0 | 3–0 | 1–0 | —   | 6–0 | 1–1 | 1–3 | 2–0 | 0–3 | 4–3 | 1–2 | 2–0 | 4–0 | 3–1 | 2–2 | 3–0 | 2–1 | 0–4 | 1–0 |
| Genoa          | 0–0 | 0–1 | 1–0 | 0–0 | 1–2 | —   | 3–3 | 0–0 | 2–1 | 1–4 | 0–3 | 1–2 | 0–2 | 1–1 | 1–3 | 2–2 | 0–1 | 1–0 | 0–0 | 0–0 |
| Hellas Verona  | 1–2 | 2–1 | 0–0 | 2–1 | 1–1 | 1–0 | —   | 1–3 | 2–1 | 4–1 | 1–3 | 1–2 | 3–2 | 1–2 | 1–1 | 2–3 | 4–0 | 0–1 | 4–0 | 3–1 |
| Internazionale | 2–2 | 6–1 | 4–0 | 4–2 | 1–1 | 4–0 | 2–0 | —   | 1–1 | 2–1 | 1–2 | 3–2 | 3–1 | 5–0 | 3–0 | 0–2 | 2–0 | 1–0 | 2–0 | 2–1 |
| Juventus       | 0–1 | 1–1 | 2–0 | 0–1 | 1–0 | 2–0 | 2–0 | 0–1 | —   | 2–2 | 1–1 | 1–1 | 1–0 | 2–0 | 3–2 | 1–2 | 1–0 | 1–1 | 2–0 | 2–1 |
| Lazio          | 0–0 | 3–0 | 2–2 | 3–3 | 1–0 | 3–1 | 3–3 | 3–1 | 0–2 | —   | 1–2 | 1–2 | 3–2 | 3–0 | 2–0 | 2–1 | 6–1 | 1–1 | 4–4 | 1–0 |
| Milan          | 2–0 | 0–0 | 4–1 | 1–0 | 1–0 | 2–0 | 3–2 | 1–1 | 0–0 | 2–0 | —   | 0–1 | 3–1 | 2–0 | 1–0 | 1–3 | 1–2 | 1–0 | 1–1 | 2–0 |
| Napoli         | 2–3 | 3–0 | 2–0 | 0–1 | 2–3 | 3–0 | 1–1 | 1–1 | 2–1 | 4–0 | 0–1 | —   | 1–1 | 4–1 | 1–0 | 6–1 | 0–1 | 1–0 | 2–1 | 2–0 |
| Roma           | 1–0 | 0–0 | 1–0 | 2–0 | 3–1 | 0–0 | 2–2 | 0–3 | 3–4 | 3–0 | 1–2 | 0–0 | —   | 2–1 | 1–1 | 2–1 | 2–0 | 1–0 | 1–0 | 1–1 |
| Salernitana    | 0–1 | 1–1 | 1–1 | 2–4 | 2–1 | 1–0 | 2–2 | 0–5 | 0–2 | 0–3 | 2–2 | 0–1 | 0–4 | —   | 0–2 | 2–2 | 2–2 | 0–1 | 0–4 | 2–1 |
| Sampdoria      | 1–3 | 1–2 | 1–2 | 2–0 | 4–1 | 1–0 | 3–1 | 2–2 | 1–3 | 1–3 | 0–1 | 0–4 | 0–1 | 1–2 | —   | 4–0 | 2–1 | 1–2 | 3–3 | 1–1 |
| Sassuolo       | 2–1 | 0–3 | 2–2 | 1–2 | 2–1 | 1–1 | 2–4 | 1–2 | 1–2 | 2–1 | 0–3 | 2–2 | 2–2 | 1–0 | 0–0 | —   | 4–1 | 0–1 | 1–1 | 3–1 |
| Spezia         | 1–3 | 0–1 | 2–0 | 1–1 | 1–2 | 1–1 | 1–2 | 1–3 | 2–3 | 3–4 | 1–2 | 0–3 | 0–1 | 2–1 | 1–0 | 2–2 | —   | 1–0 | 0–1 | 1–0 |
| Torino         | 1–2 | 2–1 | 1–2 | 2–2 | 4–0 | 3–2 | 1–0 | 1–1 | 0–1 | 1–1 | 0–0 | 0–1 | 0–3 | 4–0 | 3–0 | 1–1 | 2–1 | —   | 2–1 | 1–2 |
| Udinese        | 2–6 | 1–1 | 5–1 | 4–1 | 0–1 | 0–0 | 1–1 | 1–2 | 2–2 | 1–1 | 1–1 | 0–4 | 1–1 | 0–1 | 2–1 | 3–2 | 2–3 | 2–0 | —   | 3–0 |
| Venezia        | 1–3 | 4–3 | 0–0 | 1–1 | 1–0 | 1–1 | 3–4 | 0–2 | 1–1 | 1–3 | 0–3 | 0–2 | 3–2 | 1–2 | 0–2 | 1–4 | 1–2 | 1–1 | 1–2 | —   |

## Statisztikák

### Gólok
| Helyezés | Játékos           | Csapat               | Gólok |
| -------- | ----------------- | -------------------- | ----- |
| 1        | Ciro Immobile     | Lazio                | 27    |
| 2        | Dušan Vlahović    | Fiorentina/Juventus1 | 24    |
| 3        | Lautaro Martínez  | Internazionale       | 21    |
| 4        | Tammy Abraham     | Roma                 | 17    |
| 4        | Giovanni Simeone  | Hellas Verona        | 17    |
| 6        | Gianluca Scamacca | Sassuolo             | 16    |
| 7        | Domenico Berardi  | Sassuolo             | 15    |
| 8        | Marko Arnautović  | Bologna              | 14    |
| 8        | Victor Osimhen    | Napoli               | 14    |
| 10       | Gerard Deulofeu   | Udinese              | 13    |
| 10       | Edin Džeko        | Internazionale       | 13    |
| 10       | Mario Pašalić     | Atalanta             | 13    |
| 10       | João Pedro        | Cagliari             | 13    |
| 10       | Andrea Pinamonti  | Empoli               | 13    |

1 Vlahović a 23. fordulóig a Fiorentina játékosa volt és 17 gólt szerzett.

#### Mesterhármasok
| Játékos           | Csapat         | Ellenfél    | Eredmény                                                         | Dátum               |
| ----------------- | -------------- | ----------- | ---------------------------------------------------------------- | ------------------- |
| Ciro Immobile     | Lazio          | Spezia      | 6–1                                                              | 2021. augusztus 28. |
| Giovanni Simeone4 | Hellas Verona  | Lazio       | 4–1 Archiválva 2022. március 16-i dátummal a Wayback Machine-ben | 2021. október 24.   |
| Dušan Vlahović    | Fiorentina     | Spezia      | 3–0                                                              | 2021. október 31    |
| Mario Pašalić     | Atalanta       | Venezia     | 4–0                                                              | 2021. november 30.  |
| Antonín Barák     | Hellas Verona  | Sassuolo    | 4–2 Archiválva 2022. április 15-i dátummal a Wayback Machine-ben | 2022. január 16.    |
| Giovanni Simeone  | Hellas Verona  | Venezia     | 3–1 Archiválva 2022. március 13-i dátummal a Wayback Machine-ben | 2022. február 27.   |
| Lautaro Martínez  | Internazionale | Salernitana | 5–0 Archiválva 2022. március 25-i dátummal a Wayback Machine-ben | 2022. március 4.    |
| Beto              | Udinese        | Cagliari    | 5–1                                                              | 2022. április 3.    |
| Ciro Immobile     | Lazio          | Genoa       | 4–1 Archiválva 2022. május 6-i dátummal a Wayback Machine-ben    | 2022. április 10.   |
| Andrea Belotti    | Torino         | Empoli      | 3–1                                                              | 2022. május 1.      |

4 A Játékos négy gólt szerzett

### Gólpasszok
| Helyezés | Játékos                 | Csapat         | Gólpassz |
| -------- | ----------------------- | -------------- | -------- |
| 1        | Domenico Berardi        | Sassuolo       | 14       |
| 2        | Nicolò Barella          | Internazionale | 12       |
| 2        | Hakan Çalhanoğlu        | Internazionale | 12       |
| 4        | Sergej Milinković-Savić | Lazio          | 11       |
| 5        | Luis Alberto            | Lazio          | 10       |
| 5        | Antonio Candreva        | Sampdoria      | 10       |
| 5        | Rafael Leão             | Milan          | 10       |
| 8        | Lorenzo Insigne         | Napoli         | 9        |
| 9        | Felipe Anderson         | Lazio          | 8        |
| 9        | Luis Muriel             | Atalanta       | 8        |
| 9        | Jordan Veretout         | Roma           | 8        |

### Kapott gól nélküli mérkőzések
| Helyezés | Játékos            | Csapat         | Kapott gól nélküli mérkőzés |
| -------- | ------------------ | -------------- | --------------------------- |
| 1        | Mike Maignan       | Milan          | 17                          |
| 2        | Samir Handanović   | Internazionale | 15                          |
| 2        | Rui Patrício       | Roma           | 15                          |
| 4        | David Ospina       | Napoli         | 13                          |
| 5        | Łukasz Skorupski   | Bologna        | 12                          |
| 5        | Wojciech Szczęsny  | Juventus       | 12                          |
| 7        | Salvatore Sirigu   | Genoa          | 10                          |
| 8        | Pietro Terracciano | Fiorentina     | 9                           |
| 9        | Juan Musso         | Atalanta       | 8                           |
| 10       | Ivan Provedel      | Spezia         | 7                           |
| 10       | Marco Silvestri    | Udinese        | 7                           |
| 10       | Thomas Strakosha   | Lazio          | 7                           |
| 10       | Guglielmo Vicario  | Empoli         | 7                           |

### Fegyelmezés

#### Játékos
- Legtöbb sárga lap: 14
  -  Maxime Lopez (Sassuolo)
  -  Gianluca Mancini (Roma)

- Legtöbb piros lap: 2
  -  Kelvin Amian (Spezia)
  -  Ethan Ampadu (Venezia)
  -  Theo Hernández (Milan)
  -  Leo Skiri Østigård (Genoa)
  -  Roberto Soriano (Bologna)
  -  Adama Soumaoro (Bologna)
  -  Nicolò Zaniolo (Roma)

#### Csapat
- Legtöbb sárga lap: 106
  - Venezia
- Legtöbb piros lap: 9
  - Venezia
- Legkevesebb sárga lap: 63
  - Napoli
- Legkevesebb piros lap: 1
  - Internazionale
  - Juventus

## Díjak

### Hónap díjai
| Hónap      | Hónap játékosa       | Hónap játékosa | Hónap edzője         | Hónap edzője   | Hónap gólja          | Hónap gólja    |
| Hónap      | Játékos              | Csapat         | Edző                 | Csapat         | Játékos              | Csapat         |
| ---------- | -------------------- | -------------- | -------------------- | -------------- | -------------------- | -------------- |
| Szeptember | Kalidou Koulibaly    | Napoli         | Luciano Spalletti    | Napoli         | Lorenzo Pellegrini   | Roma           |
| Október    | Giovanni Simeone     | Hellas Verona  | Stefano Pioli        | Milan          | Antonio Candreva     | Sampdoria      |
| November   | Hakan Çalhanoğlu     | Internazionale | Gian Piero Gasperini | Atalanta       | Keita Baldé          | Cagliari       |
| December   | Dušan Vlahović       | Fiorentina     | Simone Inzaghi       | Internazionale | Juan Cuadrado        | Juventus       |
| Január     | Giacomo Raspadori    | Sassuolo       | Thiago Motta         | Spezia         | Lorenzo Pellegrini   | Roma           |
| Február    | Ruszlan Malinovszkij | Atalanta       | Luciano Spalletti    | Napoli         | Ruszlan Malinovszkij | Atalanta       |
| Március    | Victor Osimhen       | Napoli         | Stefano Pioli        | Milan          | Lorenzo Pellegrini   | Roma           |
| Április    | Marcelo Brozović     | Internazionale | Siniša Mihajlović    | Bologna        | Ivan Perišić         | Internazionale |
| Május      | Sandro Tonali        | Milan          | Stefano Pioli        | Milan          | Theo Hernández       | Milan          |

### Szezon végi díjak
| Díj                    | Győztes          | Csapat         | For.   |
| ---------------------- | ---------------- | -------------- | ------ |
| Legértékesebb Játékos  | Rafael Leão      | Milan          | [ 69 ] |
| Legjobb Fiatal Játékos | Victor Osimhen   | Napoli         | [ 70 ] |
| Legjobb Kapus          | Mike Maignan     | Milan          | [ 70 ] |
| Legjobb Védő           | Bremer           | Torino         | [ 70 ] |
| Legjobb Középpályás    | Marcelo Brozović | Internazionale | [ 70 ] |
| Legjobb Csatár         | Ciro Immobile    | Lazio          | [ 70 ] |
| A Szezon Edzője        | Stefano Pioli    | Milan          | [ 71 ] |
| A Szezon Gólja         | Theo Hernández   | Milan          | [ 72 ] |